# Jandi Lin
Jandi Lin (Hawái, 19 de marzo de 1985) es una actriz pornográfica estadounidense de origen chino. Ella comenzó su carrera porno en 2007 a la edad de 22.
Entró en la industria para adultos después de responder a un anuncio que vio en Craigslist justo antes de graduarse de la escuela de arte. Ella tiene tatuajes, una de un diseño multicolor con flores, un Ave Fénix que cubre toda la espalda y un símbolo que se asemeja al chakra del corazón entre sus pechos.
Ha sido nominada en diversas categorías a los Premios AVN en 2009 y 2010.

## Premios
- 2009 AVN Award nominee – Best All-Girl Group Sex Scene – No Man's Land: Asian Edition 6[4]
- 2009 AVN Award nominee – Best Anal Sex Scene – Evil Anal 5[4]
- 2009 AVN Award nominee – Best Threeway Sex Scene – Slave Dolls 3[4]
- 2009 AVN Award nominee – Best New Starlet[4]
- 2009 XBIZ Award nominee – New Starlet of the Year[5]
- 2010 AVN Award nominee – Best Threeway Sex Scene – Asian Fucking Nation 3[6]